# Soledad Orozco
Ana Soledad Orozco García de Ávila Camacho (13 de octubre de 1904 - 28 de agosto de 1996) fue la esposa del presidente Manuel Ávila Camacho y primera dama de México entre 1940 y 1946.

## Primeros años y matrimonio
Soledad Orozco nació en la villa de Zapopan, estado de Jalisco. Era hija de Antonio Orozco Hernández y de Eva García Álvarez de Castillo, un matrimonio de buena posición económica originarios de la comunidad de Arandas. Estudió en las mejores escuelas.

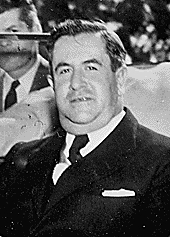
A los informes presidenciales de Ávila Camacho asistieron mujeres por primera vez en la historia, gracias a su esposa: Soledad Orozco

Orozco conoció a Manuel Ávila Camacho en Jalisco, Sayula, hombre con quien iniciaría un noviazgo y posteriormente se convertiría en su esposo. Se casaron el 20 de noviembre de 1925 en Sayula. La unión no procreó hijos. El afable carácter de Soledad la acercó a otras dos primeras damas: Amalia Solórzano de Cárdenas y Beatriz Velasco de Alemán.[cita requerida]
El 4 de abril de 1937, las mujeres del Consejo Nacional del Sufragio Femenino, en esos momentos encabezado por Esther Chapa, postularon a Soledad como candidata a diputada por León, Guanajuato. Sin embargo, el PNR designó a otros candidatos. Esto no las detuvo y, pese a no tener apoyo partidista, continuó con su campaña hasta junio de ese año.

## Primera dama de México
La primera dama se dedicó por entero a atender su hogar. Asistía a casi todos los actos oficiales, acompañaba al presidente en las giras por los estados de la República y aparecía con frecuencia en la sección de sociales de los periódicos, vestida con finos trajes y cubierta de pieles que mucho le gustaban; también usaba sombreros llamativos, exagerados en tamaño, con adornos de flores y plumas que daban lugar a chistes y curiosas anécdotas.
No solo participó en actos oficiales y sociales, también encabezó las labores asistenciales para mujeres, niños, ancianos y discapacitados. Se construyó un hospital militar, se apoyó a las escuelas militares de ingeniería y medicina, se abrieron las llamadas escuelas de “hijos del ejército” y los altos mandos recibieron jugosas concesiones, así como el manejo de gasolineras de PEMEX.
Fue muy activa en la realización de visitas a guarderías, escuelas, y hospitales. Asimismo participó en varias campañas importantes como la de alfabetización, la de legalización de matrimonios y la de educación vial para los escolares. Pero, sobre todo, le encantaba organizar y presidir repartos de regalos a soldados, niños y madres humildes. 
Desde 1922, el periódico Excélsior había propuesto que el 10 de mayo se dedicara a la celebración de las madres. La idea ya se había aplicado en otros países, y aprovechaba el sentimentalismo de los mexicanos para combatir la fuerza que adquirían los movimientos feministas. Por ello, la iniciativa contó con el apoyo de las “buenas familias”, la Iglesia católica y Soledad Orozco, que ese día regalaba a las madres humildes estufas de petróleo, planchas de carbón y otros utensilios domésticos de bajo precio. Lo que más revuelo causó fue que el 10 de mayo el gobierno pagaría las boletas que en el Monte de Piedad amparaban máquinas de coser y menaje de casa.

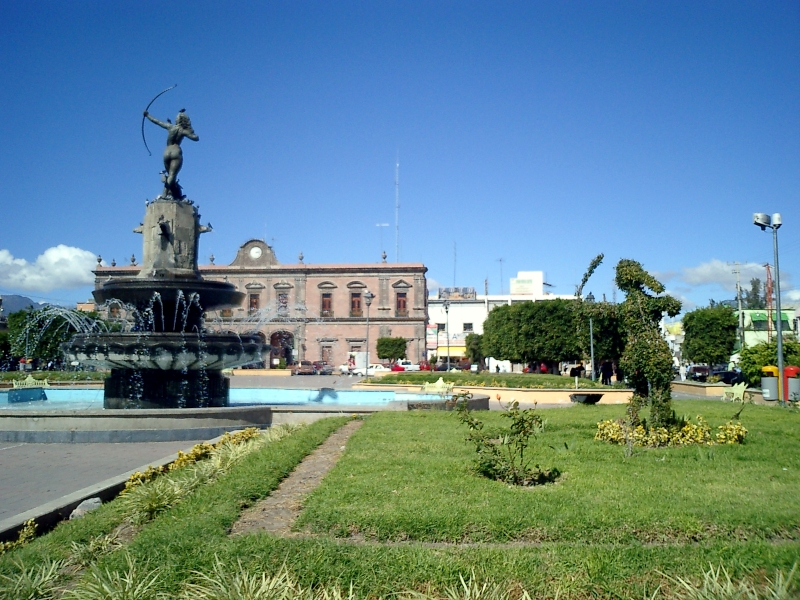
La Diana original está en la plaza principal de Ixmiquilpan, Hidalgo

Otro asunto que marcó el sexenio fue cuando se le puso un taparrabo a la estatua de la Fuente de la Diana Cazadora, ubicada en la glorieta del paseo de la Reforma y Río Misisipi-Sevilla. La estatua, elaborada por Juan Fernando Olaguíbel, había llamado mucho la atención por sus opulentas y voluptuosas formas. La Liga Nacional de la Decencia insistió tanto al arzobispo Martínez y a Soledad, que lograron cubrir un poco las turgencias de la estatua. En 1967, siendo presidente Gustavo Díaz Ordaz, la escultura fue devuelta a su estado original y, pese a que la ceremonia se efectuó de madrugada, congregó a numeroso público de intelectuales y artistas, quienes aplaudieron la desnuda belleza del monumento. 
Sin embargo, había un problema: la escultura tenía las marcas de los tornillos del taparrabos con los que había sido cubierta. El regente de la ciudad, Alfonso Corona del Rosal encontró la solución: recurrió al escultor Juan Fernando Olaguíbel, para que hiciera un nuevo vaciado de la famosa escultura, que es la que hasta la actualidad está en el paseo de la Reforma, y Corona del Rosal se llevó la escultura dañada a su ciudad natal, Ixmiquilpan en cuya plaza principal se encuentra.